# Rod Coombes
Rod Coombes (15 mei 1946) is een Brits slagwerker en zanger (vaak achtergrondzang).

## Levensloop
Coombes begon zijn carrière als gitarist toen hij 15 was in bandje The Casuals; daarna als achtergrondzanger (17 jaar) bij Lulu's achtergrondkoortje de The Luvvers. Vanaf zijn 17e schakelde hij over naar slagwerk. Hij kwam terecht bij Jeff Beck Group en later Trifle, een soulband. Vervolgens vertrok hij naar de band Juicy Lucy, maar zijn belangrijkste eerste bijdrage is als drummer op het debuutalbum van Stealers Wheel. Stealers Wheel was echter geen stabiele band, men had dan weer hier problemen en dan weer daar. In 1973 stapte hij over naar Strawbs, waar hij tot 1977 bleef. Hij verdwijnt een tijdje uit beeld, maar maakt wel deel uit van sommige reünieversies van die band.
Van 2005 tot 2007 had hij drummer Curt Lawrence onder zijn hoede.

## Discografie

### Albums
- Trifle: First Meeting (Dawn DNLS 3017, 1970)
- Juicy Lucy: Lie Back and Enjoy It (1970) met Tommy Eyre, later ook heel even Strawbs.
- Juicy Lucy: Get a Whiff of This (1971)
- Roy Young: Mr. Funky (1972)
- Roger Morris: First album (1972)
- Stealers Wheel: Stealers Wheel (1972)
- Strawbs: Hero and Heroine (1974)
- Strawbs: Ghosts (1974)
- Strawbs: Nomadness (1975)
- Strawbs: Deep Cuts (1976)
- Strawbs: Burning for You  (1977)
- Strawbs: Blue Angel (2003)
- Strawbs: Déjà Fou (2004)

### Singles
De meeste van onderstaande singles zijn niet uitgegeven in Nederland.
- Lulu: "Shout!" (1964)
- Jeff Beck: "Hi Ho Silver Lining" (1967) met Rod Stewart en Ron Wood!
- Trifle: "All Together Now"/"Got my Thing" (United Artists UA 2270, 1969)
- Trifle: "Old Fashioned Prayer Meeting"/"Dirty Old Town" (Dawn DNS 1008, 1970)
- Stealers Wheel: "Stuck in the Middle with You" (1972)
- Strawbs: "Shine on Silver Sun"/"And Wherefore" (1973)
- Strawbs: "Hero and Heroine"/"Why" (1974)
- Strawbs: "Hold on to Me (The Winter Long)"/"Where do You Go" (1974)
- Strawbs: "Round and Round"/"Heroine's Theme" (1974) (in de Verenigde Staten en Italië)
- Strawbs: "Grace Darling"/"Changes Arranges" (1974)
- Strawbs: "Angel Wine"/"Grace Darling" (1975) (alleen in Japan)
- Strawbs: "Lemon Pie"/"Don't Try to Change Me" (1975)
- Strawbs: "Little Sleepy" (1975) (Verenigde Staten en Portugal)
- Strawbs: "I Only Want My Love to Grow in You"/"Wasting My Time (Thinking of You)" (1976)
- Strawbs: "So Close and Yet So Far Away"/"The Soldier's Tale" (1976) (in de Verenigde Staten)
- Strawbs: "Charmer"/"Beside the Rio Grande" (1976)
- Strawbs: "Back in the Old Routine"/"Burning for You" (1977)
- Strawbs: "Keep On Trying"/"Simple Visions" (1977)
- Strawbs: "Heartbreaker" (1977) (alleen in de Verenigde Staten en Zuid-Afrika)

## Bron en externe link
- (en)  Rod Coombes op Strawbsweb